# Friedrich Henke (Mediziner)
Friedrich Henke (* 5. August 1868 in Rostock; † 2. November 1943 in Breslau) war ein deutscher Pathologe und Hochschullehrer an der Universität Breslau.

## Leben
Friedrich Henke war Sohn des Hochschullehrers Wilhelm Henke, Professor für Anatomie in Tübingen. Seine Schwester Anna (1872–1944) war Porträtmalerin.
Henke studierte Medizin in Leipzig und Tübingen und wurde 1893 zum Dr. med. promoviert. Er habilitierte sich 1897. 1898 ging er an die Universität Breslau und erhielt dort 1903 den Professorentitel. 1904 wurde er Leiter des Pathologischen Instituts des Krankenhauses Charlottenburg-Westend. 1906 bis 1911 war er Leiter des Pathologischen Instituts in Königsberg. Ab 1913 war er ordentlicher Professor an der Universität Breslau. Er war mit Otto Lubarsch Herausgeber des Handbuchs der speziellen und patholologischen Anatomie und Histologie, das ab 1924 im Springer-Verlag erschien.
Henke war seit dem Wintersemester 1886/87 Mitglied der Studentenverbindung AV Igel Tübingen.

## Schriften
- Mikroskopische Geschwulstdiagnostik, 1906